# The Boy (film 2016)
The Boy to amerykańsko-kanadyjsko-chiński film fabularny z 2016 roku, napisany przez Stacy Menear oraz wyreżyserowany przez Williama Brenta Bella. Opowiada historię młodej kobiety (w tej roli Lauren Cohan), która przyjeżdża do Anglii, gdzie ma pracować jako opiekunka dla dziecka. Na miejscu ekscentryczne małżeństwo każe jej zajmować się porcelanową kukłą. Światowa premiera projektu odbyła się 20 stycznia 2016 w Los Angeles. 29 stycznia film trafił do kin na terenie Polski.

## Fabuła
Greta, młoda kobieta pochodząca z Montany, przybywa do Anglii. W ogromnej rezydencji powierzone zostanie jej doglądanie dziecka, Brahmsa Heelshire'a. Greta potrzebuje pieniędzy, chce też uwolnić się od wspomnień toksycznego związku. Na miejscu przeżywa zaskoczenie: ekscentryczni bogacze, chcąc wybrać się na długo oczekiwany urlop, oferują jej płatną opiekę nad wielką, porcelanową kukłą. Pomimo początkowego sceptycyzmu, Greta przystaje na dziwne warunki − ma lalce czytać, puszczać jej muzykę, całować ją do snu. Z czasem bohaterka, pozostawiona samej sobie na odludziu, zaczyna wierzyć, że Brahms żyje. Widzi i słyszy rzeczy, które nie powinny zachodzić.

## Obsada
- Lauren Cohan − Greta
- Rupert Evans − Malcolm
- Jim Norton − pan Heelshire
- Diana Hardcastle − pani Heelshire
- Ben Robson − Cole
- James Russell − dorosły Brahms Heelshire
- Jett Klyne − młody Brahms Heelshire
- Lily Pater − Emily Cribbs

## Produkcja
14 lipca 2014 roku ogłoszono, że William Brent Bell, reżyser odpowiedzialny za powstanie przeboju kinowego Demony (2012), nakręci "thriller o tematyce nadprzyrodzonej", zatytułowany The Inhabitant. Podano też nazwiska producentów: Toma Rosenberga, Gary’ego Lucchesi, Roya Lee, Matta Berensona oraz Jima Wedaa. Scenariusz filmu napisała debiutantka, Stacey Menear. 23 stycznia 2015 podano, że aktorka Lauren Cohan odegra w filmie rolę główną. Jednocześnie tytuł projektu zmieniono na The Boy. Półtora miesiąca później, 11 marca, kontrakty na role w filmie podpisali kolejni aktorzy: Jim Norton, Diana Hardcastle, Ben Robson, Rupert Evans i James Russell.
Zdjęcia do The Boy ruszyły 10 marca 2015 w Victorii w Kolumbii Brytyjskiej. Materiały powstawały głównie w zamku Craigdarroch.